# Mathias Moritz
Mathias Moritz (* 21. Februar 1988 in Karlsruhe) ist ein deutscher ehemaliger Fußballtorhüter.

## Karriere
Moritz spielte in seiner Kindheit bei drei verschiedenen Karlsruher Vereinen, der DJK Ost, dem FC21 und der SG Siemens, bevor er mit 12 Jahren zum KSC kam. Dort durchlief er die komplette Jugend bis zur U-19, in der er Stammtorhüter in der A-Junioren-Bundesliga war. Außerdem gehörte er mehrfach der badischen Juniorenauswahl an. Anschließend wechselte er in die U-23 des Vereins.
In den ersten drei Jahren war Moritz nur Ersatztorwart der zweiten Mannschaft und kam insgesamt nur auf 14 Einsätze in der Regionalliga Süd. Erst in der Saison 2010/11 wurde er häufiger eingesetzt und rückte sogar für vier Spiele auf die Ersatzbank der Zweitligamannschaft auf. Im Jahr darauf war er die Nummer eins der Amateure und spielte in insgesamt 23 Partien. Am Ende der Saison stieg die Profimannschaft des Karlsruher SC in die 3. Liga ab, weshalb auch die zweite Mannschaft in die Oberliga zurückversetzt wurde, weil mindestens eine Liga zwischen den zwei Teams eines Vereins liegen muss. Für Moritz bedeutete dies aber den Aufstieg zur festen Nummer zwei der ersten Mannschaft und damit den Aufstieg in den Profifußball. Nach dem Ausfall von Dirk Orlishausen kam er zuerst zu einem Einsatz im badischen Pokal, bei dem er einen Elfmeter hielt, und am 6. Oktober 2012 bestritt er seine erste Drittligapartie zuhause beim 0:0 gegen die SpVgg Unterhaching. Nach nur einer weiteren Partie wechselte er zum Ende der Saison zum SV Spielberg, für den er bis Dezember 2021 fast 200 Ligaspiele bestritt.